# Полісся (Корюківський район)
Полі́сся (первинна назва — Бендерівка, у 1940-х роках перейменоване на Федорівку, з 1951 року — Полісся) — село в Україні, у Сосницькій селищній громаді Корюківського району Чернігівської області. Населення становить 408 осіб. До 2017 року орган місцевого самоврядування — Матвіївська сільська рада.

## Географія
Село Полісся розташоване за 108 км від обласного центру та за 20 км від районного центру. На південно-східній околиці села бере початок річка Волинка (сучасна назва річки - Майдан), права притока річки Убідь, та Бречиця, притока Бречі.
Урочища — Руда, Ведмежа долина.

## Історія
Станом на 1869 рік місцевість на краю Великого лісу була заселена 10 хуторами. Кожен з хуторів мав свою назву, але вони були об`єднанні спільною назвою: Волинські хутори, бо переселенці були переважно із сусідньої Волинки. До 1951 року село мало назву — Бендерівка. У 1858 році, за часів кріпосного права, на Волинських хуторах було лише 8 дворів, а у 1897 році на хуторах налічувалось вже 293 домогосподарства.
На початку XIX століття на території сучасного села Полісся існувало 4 самостійних поселення, що мали загальну назву — Волинські хутори. За даними 1901 року на їхньому місці були два окремих села: Гаманівка з населенням 193 особи та Бендерівка з населенням 468 осіб. З часом останнє село поглинуло перше.
Проживали люди переважно козацького суспільного стану.
У 1917-1921рр в лісі поряд із селом  діяв партизанський загін, який очолював Лука Рак. Завданням організація ставила боротьбу з новою окупаційною комуністичною владою. На придушення загону був відправлений підрозділ повітової міліції на чолі з О. Гарнієром.
Волинські хутори Кокошівка, Пацюки, Ткачі, Мухи, Шпаків були "об'єднані у колгосп" у 1939 році.
У вересні 1941 року нацистські війська тимчасово окупували Бендерівку. 18 вересня 1943 року село було повернуте під російську окупацію. Через асоціацію Бендерівки із Степаном Бандерою село перейменували на Федорівку. У 1951 році село вдруге перейменовано - в  Полісся.
За повір'ям, незручна назва хутора Бендерівка пов'язана з назвою молдовського міста Бендери. У 1906 році в Сосниці було арештовано  члена організації РСДРП якогось Бандерика, у нього поліція знайшла гектограф. У старших людей записано в паспортах — народився в Бендерівці, а прожив все життя в Поліссі. 
У 2014 році проживало 243 жителі.

## Сільсько-господарська діяльність
Найпопулярнішою культурою села є картопля, котра займає площу у межах села близько 200 гектарів. Інші культури, що мають популярність серед населення: кукурудза і злаки, якими годують птахів, квасоля, гарбузи, огірки, буряки, капуста, помідори, морква тощо.
7 липня 2017 року село увійшло до складу Сосницької селищної громади.
19 липня 2020 року, в результаті адміністративно-територіальної реформи та ліквідації Сосницького району, село увійшло до складу Корюківського району.

## Галерея

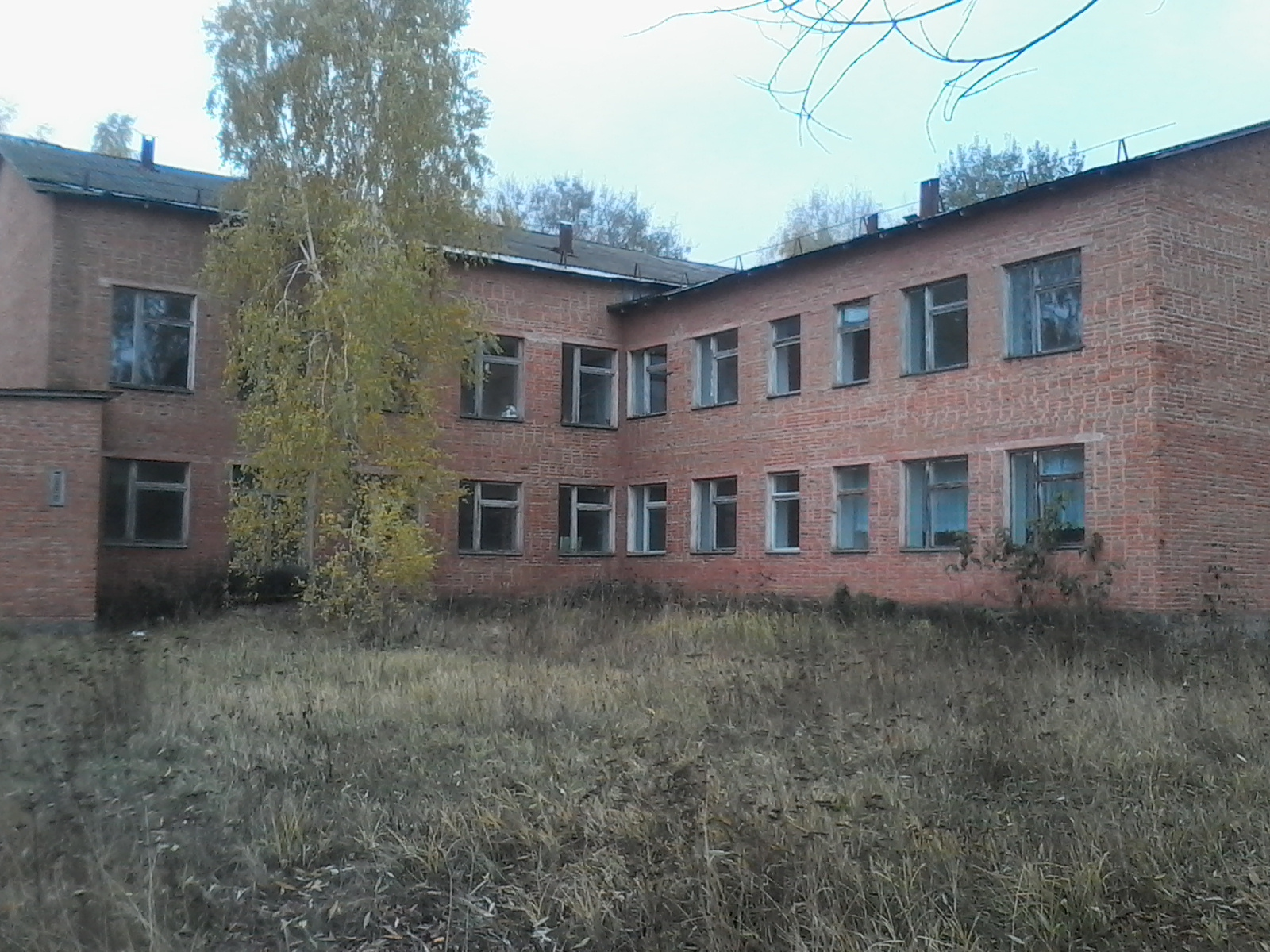
Колишня школа (нині закрита та перероблена у клуб з бібліотекою)
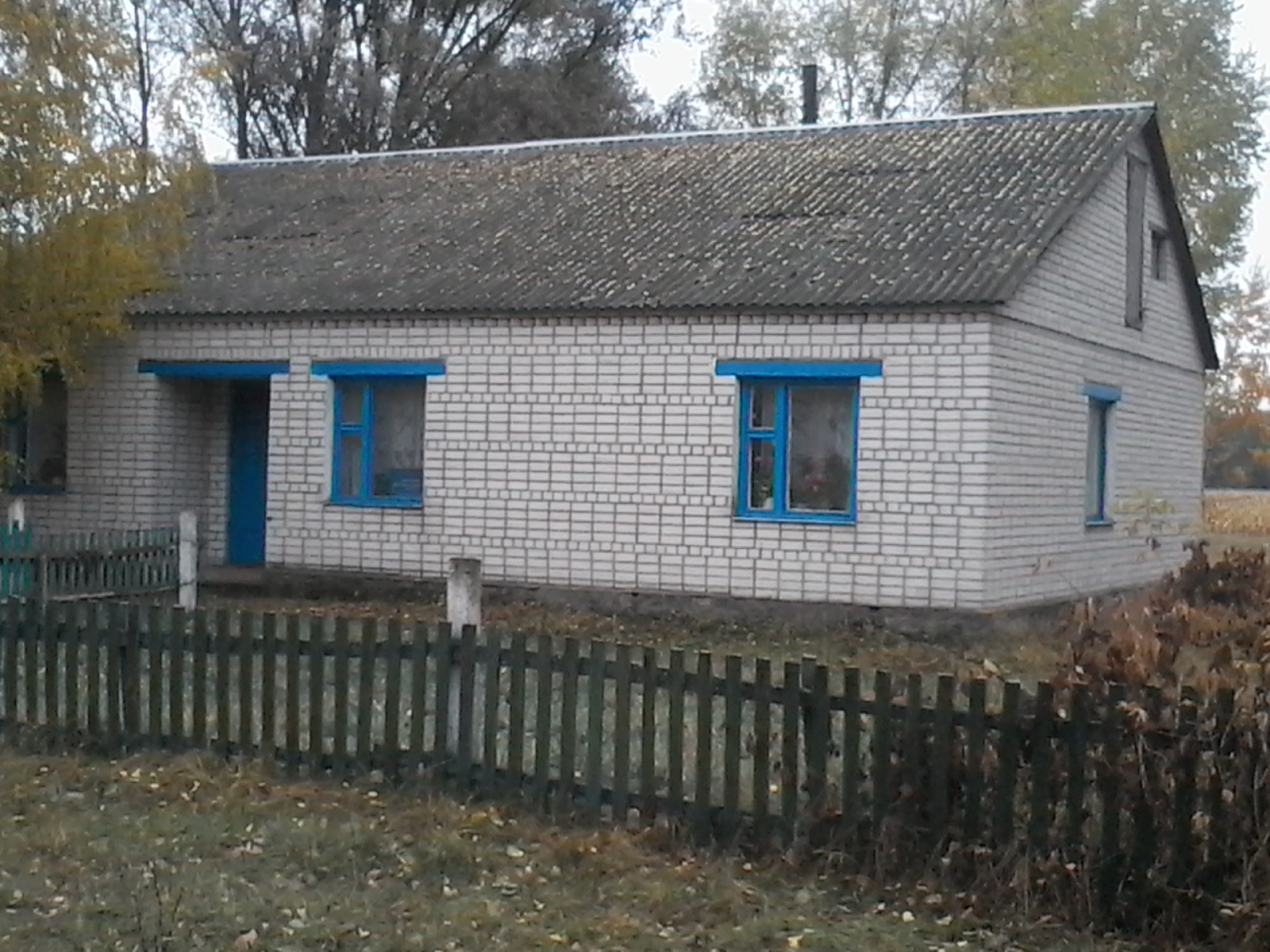
Єдиний медичний заклад Полісся
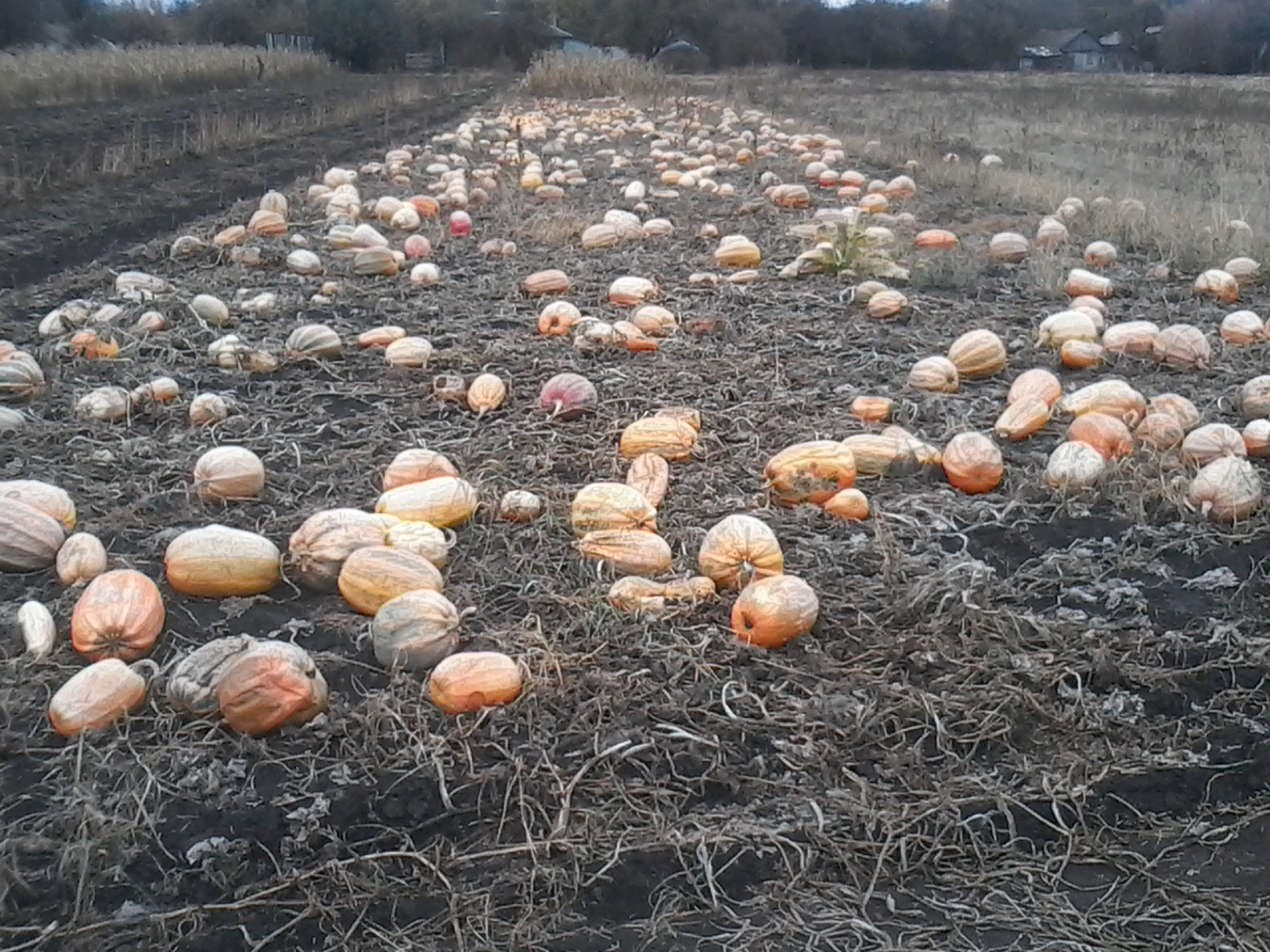
Гарбузи — важлива культура села
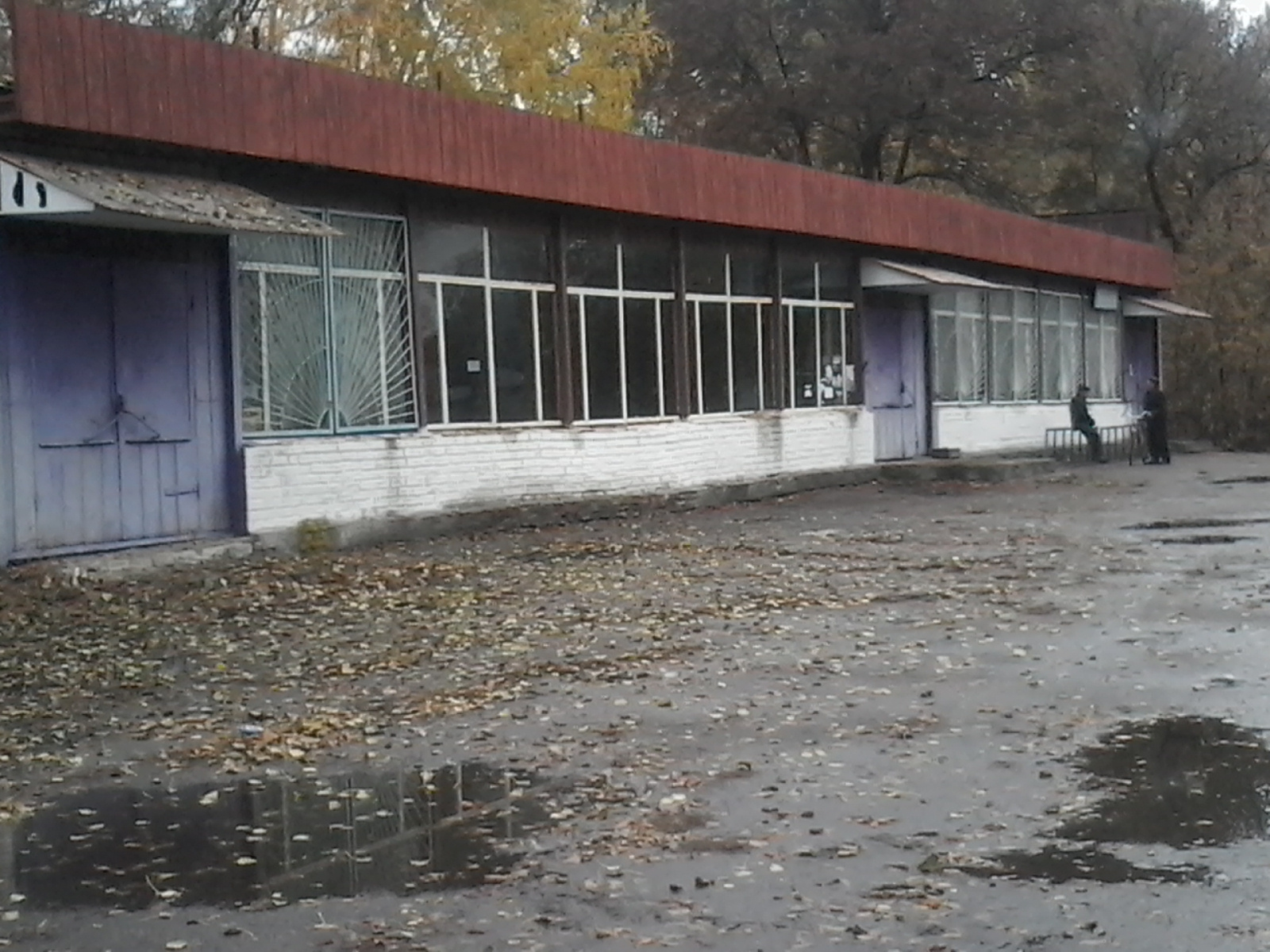
Крамниця